# José María Pérez Álvarez
José María Pérez Álvarez, Chesi (El Barco de Valdeorras, Orense, España, 1952), es un escritor gallego con la mayoría de sus obras escritas en castellano. Desconocido para el gran público y con reducida tirada en la edición de sus libros, la vida literaria de este funcionario de Hacienda sufre un cambio profundo cuando a Juan Goytisolo se le pregunta por sus gustos literarios en la feria de libro de Madrid del año 2003, y da solo un título, Nembrot, afirmación que ratifica en Times Literary Supplement.

## Trayectoria
Dirigió desde 1994 hasta 2004 un programa de divulgación literaria en la cadena radiofónica española SER, llamado El libro de la semana, en el que analizaba obras de poesía, narrativa y teatro de autores de todo el mundo. Colaborador de la revista Jano y en tallerdeediciones.com, fue director de la colección «La Letrería» de la editorial Duen De Bux, desde el año 2007 hasta 2011. Ha obtenido los premios Mor de Fuentes, Hucha de Plata, Gabriel Miró, El Golpe, Ramón Sije, Felipe Trigo y el Constitución de novela larga. Aparece seleccionado en la antología «Afinidades electivas» (revista Letras libres, 2003), coordinada por Juan Goytisolo. Con la La soledad de las vocales ha obtenido el III Premio Bruguera de Novela. Asimismo, parte de su novela La soledad de las vocales, junto con las de otros autores españoles, ha sido traducida al francés por la Universidad de Lausana, a raíz de un congreso sobre «Nueva narrativa española» que tuvo lugar en Lausana, en mayo de 2011, dirigido por Goytisolo. También otras conocidas personalidades del mundo del cine, como el director José Luis Cuerda —quien le presentó en 2011 la pequeña novela satírica El Disfraz—, se fijaron en la literatura de Chesi.
José María Pérez Álvarez ha visto con sorpresa cómo el artículo «Las esquinas habitadas», publicado en Jano y en el portal Galipress.com, ha sido plagiado por uno de los grandes, Alfredo Bryce Echenique (Premio Planeta 2002), el 12 de noviembre de 2006, en El Correo de Lima, bajo el título «La tierra prometida». A pesar de los «mil millones de disculpas» que ha realizado el «planetario», y que atribuye a confabulaciones para acabar con su carrera, lo cierto es que a nadie se le escapan las «traiciones» que últimamente le juega la informática a Echenique, y que le han valido algunas querellas al respecto.
Actualmente, colabora en el periódico El Faro de Vigo.
De escasa proyección en los circuitos gallegos, donde su obra se ha visto relegada por estar escrita en castellano, Chesi reconoce que este hecho le ha apartado de la crítica literaria que se realiza en Galicia, donde resulta de más fácil acceso el gallego a la hora de editar, pero cree que actualmente esa dicotomía entre las obras escritas en gallego y en español por autores nacidos en Galicia está ya muy al margen de lo que es hecho literario en sí: «Cada cual elige el idioma que desea, sin más», afirma.
La actividad literaria de José María Pérez Álvarez es, con todo, prolífica. Junto a sus novelas y cuentos publicados, aparecen obras suyas en gallego en distintas revistas (Animal y Trebo), y un relato, «Sempre abril e domingo», en la antología Narradores de cine (Ed. Xerais). También una novela corta, Notas necrolóxicas, en el libro antológico Palabras da montaña. En El Faro de Vigo publica últimamente artículos, y además colaboró en catálogos de pintores, escultores y fotógrafos, como X. Cuíñas, Lazcano, Terrachán, Acisclo Manzano, Alexandro, Virxilio, Buciños y Mani Moretón.
A principios de 2012, Juan Goytisolo, uno de los diez autores elegidos para componer el comité de la Finnegan's List, propuso, junto a otras dos obras, La soledad de las vocales.
En octubre de 2014 publica su última novela, Examen final con la editorial Trifolium, que nuevamente recibió los elogios de Juan Goytisolo en el suplemento "Babelia" de El País.
Desde 2014 administra el blog El arte del puzle.

## Premios literarios
- Mor de Fuentes (cuentos, 1973)
- Hucha de Plata (cuentos)
- Gabriel Miró (cuentos, 1986)
- Gabriel Sijé (novela corta, 1988)
- Felipe Trigo (novela corta, 1993)
- Constitución (novela, 1987)
- Bruguera (novela, 2008)

Con el cuento titulado La fuga fue finalista de los Premios del Tren (2012).